# Corral Quemado
Corral Quemado è una città argentina del dipartimento di Belén, nella provincia di Catamarca.